# Ingo Vogl

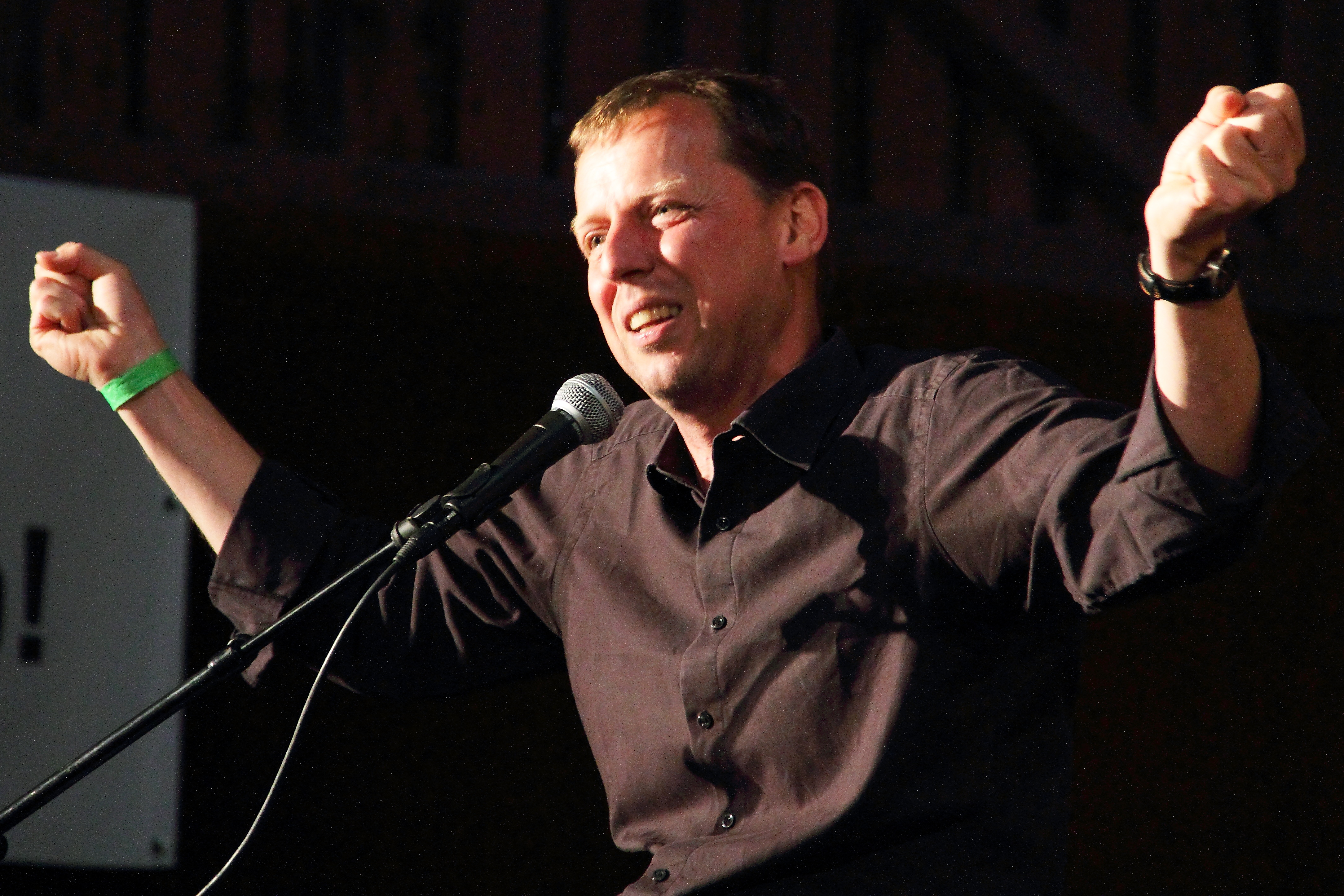
Ingo Vogl mit Together & Vogl, 2017

Ingo Vogl (* 23. März 1970 in Hallein) ist ein österreichischer Kabarettist.

## Leben
Ingo Vogl arbeitete ab dem Jahr 1989, zuerst nur als Praktikant, als Sozialarbeiter bei den Salzburger Kinderfreunden, bei denen er auch maßgeblich am Aufbau des Projektes „Soziokulturelle Stadtteilarbeit“ beteiligt war. Bereits im Jahr 1990 stand er mit der Gruppe „Kabarett Untersberg“ auf der Bühne. Dabei spielte er fünf Soloprogramme unter anderen am Wiener Donauinselfest. Er absolvierte 1994 seinen Zivildienst beim Roten Kreuz, bei dem er seitdem auch als freiwilliges Mitglied engagiert ist. Er ist hier in den Bereichen Rettungsdienst und Psychosoziale Notfallversorgung tätig. Sein erster Einsatz war hier die Organisation der Nachsorge bei Einsatz in Kaprun. Vogl schloss seine Ausbildung an der Akademie für Sozialarbeit an der Fachhochschule Salzburg als Diplom-Sozialarbeiter (DSA) ab.

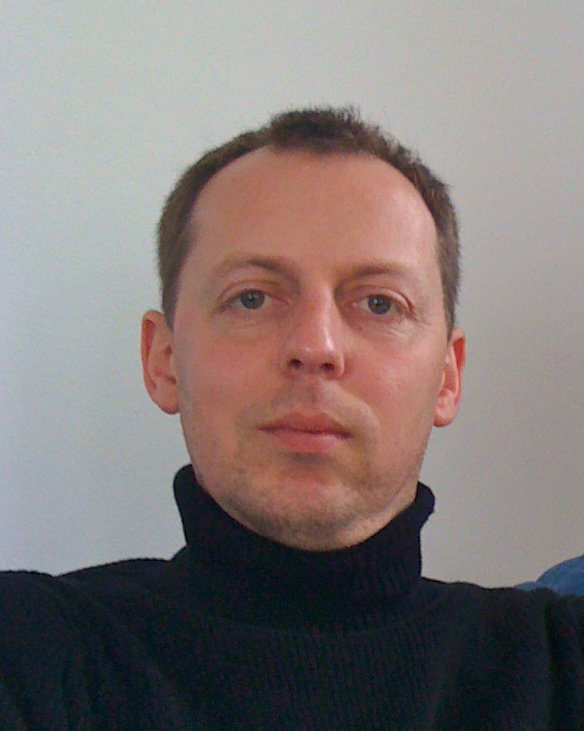
Ingo Vogl, 2011

Seit dem Jahr 1999 spielt er in Zusammenarbeit mit der Gebietskrankenkasse Salzburg sein Gesundheitsvorsorge-Kabarett für Jugendliche. Dieses Kabarett, welches direkt in den Schulen in und um Salzburg aufgeführt wird,  versucht den Jugendlichen auf lustige Art und Weise die Grundthemen „Rauchen, Saufen, Fressen, Sex und Drogen“ näher zu bringen. Dieses Programm wurde bereits über 1500 Mal aufgeführt und von zirka 80.000 Jugendlichen gesehen, was den Namen Ingo Vogl in Salzburg zu einem geläufigen Begriff macht. Für Jugendliche entwickelt, wurde das Programm 2002 für Erwachsene angepasst und wird seit dem zirka 70 Mal pro Jahr aufgeführt.
Im Jahr 2008 absolvierte er den Masterstudiengang „Soziale Arbeit“ in St. Pölten.

## Kabarett-Programme
- 1993: Pension Ilse (damals noch mit dem Kabarett Untersberg)
- 1994: A solo mio
- 1996: Saukultur
- 1996: Autor mobile
- 1997: Nur kane Wellen
- 1998: EUJE
- seit 1999: G’sundheit
- seit 2004: Bluthochdruck
- seit 2014: Kindheut
- seit 2019: Voglperspektive

## Radiosendungen
- 2005: Praxis Dr. Vogl

## Sonstiges
Ingo Vogl begründete 2007 (zusammen mit Peter Gunz) in Salzburg das Kriseninterventionsteam des Roten Kreuzes Salzburg und ist seitdem der organisatorische Leiter und Ausbildner für das gesamte Bundesland.
Seit dem Jahr 2012 läuft im Haus der Natur Salzburg ein 16-minütiger Kurzfilm mit Ausschnitten aus dem Programm G’sundheit, als Ergänzung zur Ausstellung Der menschliche Körper.
Im Jahr 2017 spielte er gemeinsam mit der inklusiven Jazzband Together ein Programm auf dem INNtöne Jazzfestival 2017.

## Auszeichnungen

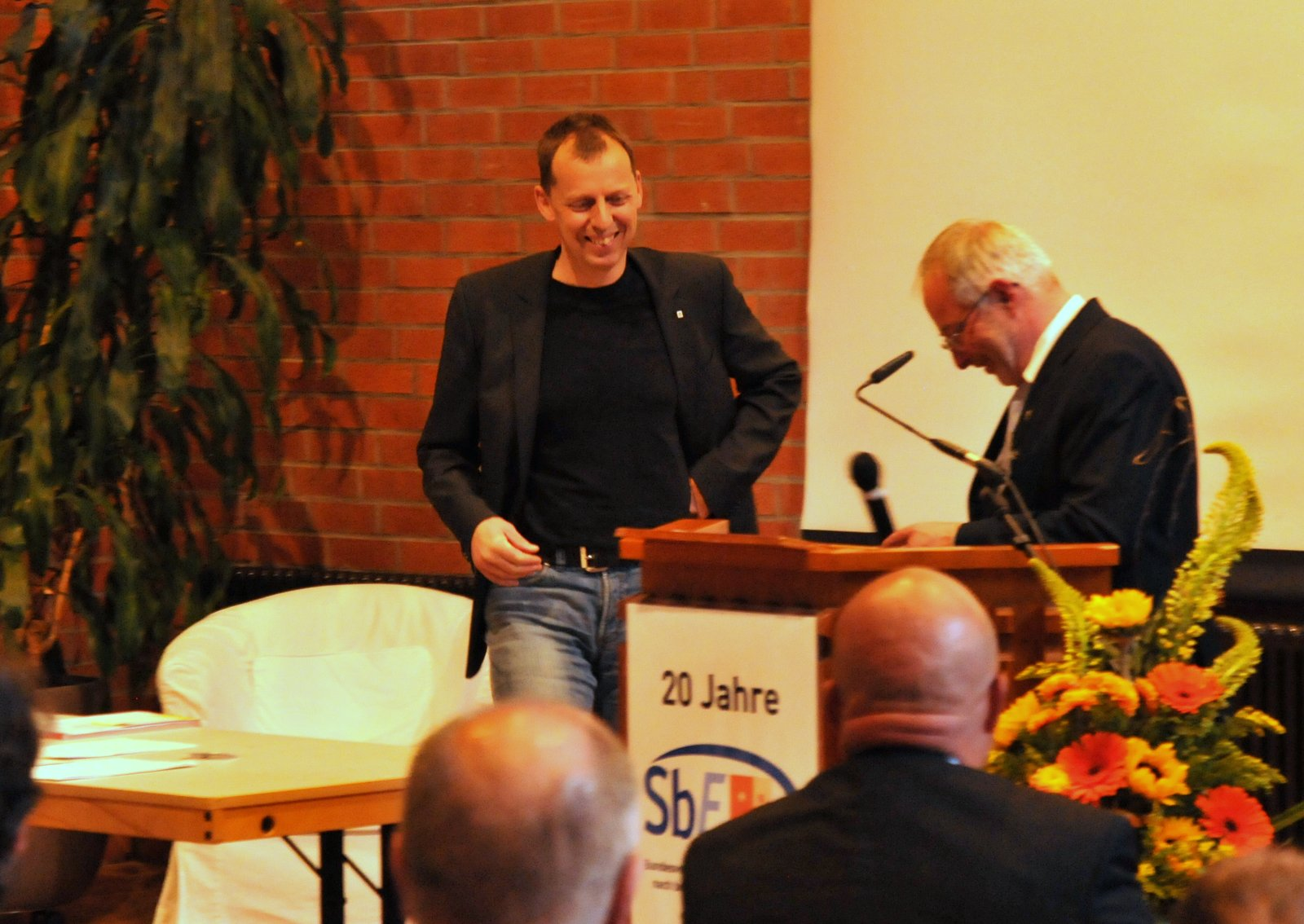
Ingo Vogl beim Festvortrag der Bundesvereinigung Stressbearbeitung nach belastenden Ereignissen, 2016

- 2009: DDr. Lauda-Preis Ehrenpreis[4]